# Moussa Sene Absa
Moussa Sene Absa (Dakar, 26 gennaio 1958) è un regista, sceneggiatore e attore senegalese.

## Biografia
Nasce nel 1958 a Dakar (Senegal), dove compie gli studi primari e secondari. Nel 1987 si diploma in cinema a Parigi.
Dal 1985 al 1986 è attore teatrale nella compagnia del Théàtre en Spirale di Dakar, e poi si dedica al cinema, interpretando Espionne et tais-toi di Claude Boissol, Black di Christian Lara e Périgord Noir di Nicolas Ribowski, e scrivendo anche alcune sceneggiature. Un suo testo, Les enfants de Dieu è premiato al Festival del cinema Francofono di Fort-de-France (Martinica), nel 1987. Nel 1988 realizza il cortometraggio Le prix du mensonge, la sua prima opera da regista. Con Tableau ferraille diventa regista di fama internazionale. Madame brouette vince numerosi premi tra cui il premio Mae (Ministero Affari Esteri) al Festival del Cinema Africano di Milano 2003.

## Filmografia

### Regista

#### Cortometraggi
- Le prix du mensonge (1988)
- Set Setal (1991)
- Jaaraama (1991)
- Entre nos mains (1991)
- Molaan (1992)
- Yalla Yaana (1994)

#### Lungometraggi
- Ken Bugul - La république des enfants (1990)
- Twist a Popenguine (1994)
- Blues pour une Diva - documentario (1998)
- Ainsi meurent les anges (2001)
- Madame Brouette (1994)
- Ngoyaan, le chant de la seduction - documentario (2004)
- Teranga Blues (2006)
- Yoole - documentario (2010)